# Bianca de' Medici
Bianca de' Medici, född 1445, död 1505, var en florentinsk adelskvinna och musiker. 
Hon framförde 1460 en konsert på orgel vid påve Pius II under hans besök i Florens. Hon beundrades för konserten och sina musikaliska färdigheter under den framväxande renässansen, och deltog efter detta ofta i konserter för besökande dignitärer till familjen Medici i Florens. 